# Hirtodrosophila sanyi
Hirtodrosophila sanyi är en tvåvingeart som först beskrevs av Burla 1954.  Hirtodrosophila sanyi ingår i släktet Hirtodrosophila och familjen daggflugor.
Artens utbredningsområde är Elfenbenskusten. Inga underarter finns listade i Catalogue of Life.